# Château Hof Ter Linden
Hof Ter Linden est un château située dans le village belge de Edegem (Région flamande).

## Histoire
La plus ancienne mention du château date de 1277.
Le château actuel fut construit entre 1770 et 1773. Il passa par la suite aux comtes d'Oultremont, aux Bois d'Aische, aux Mayer van den Bergh, aux barons de Roest d'Alkemade.

## Le château

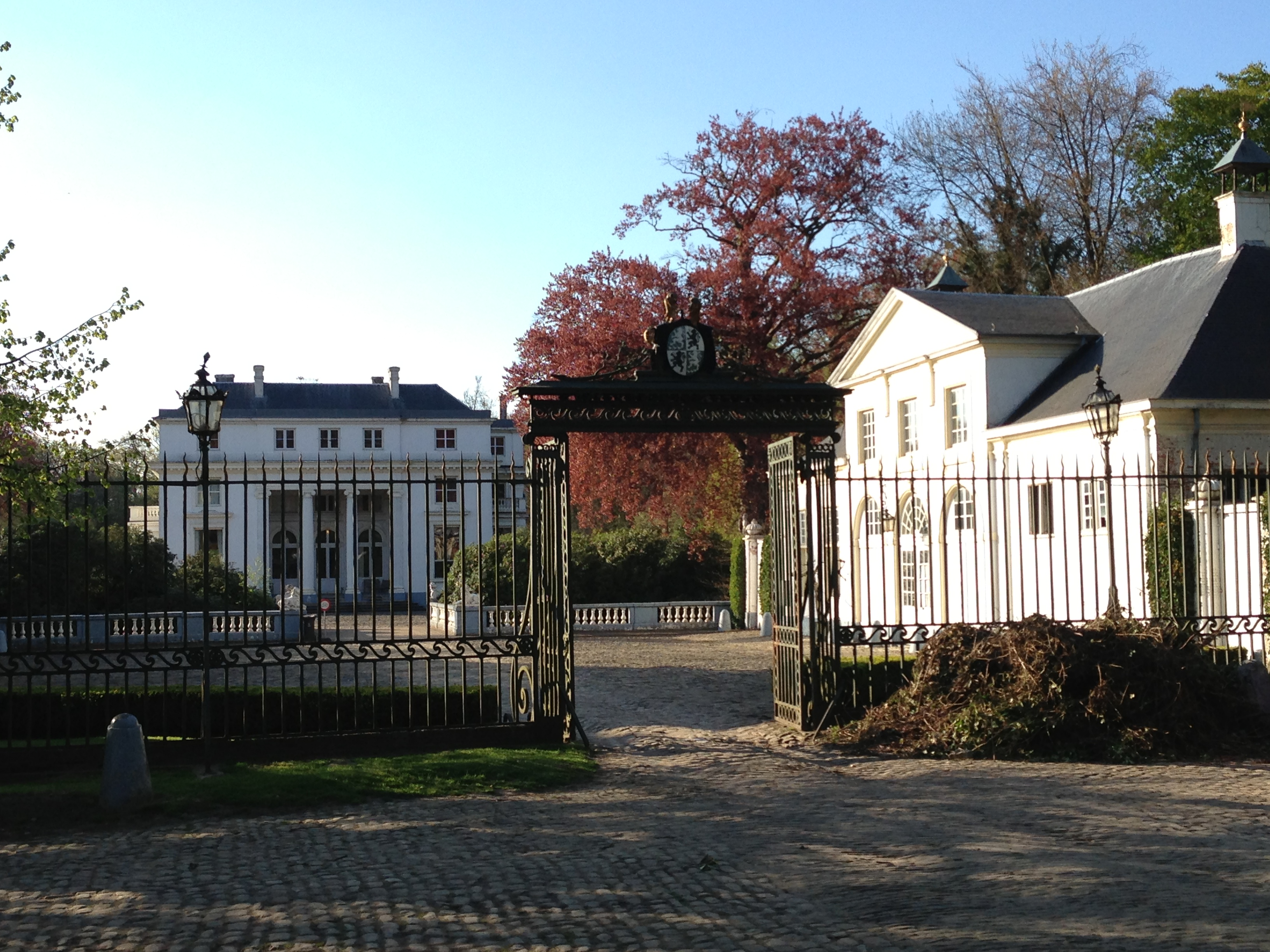
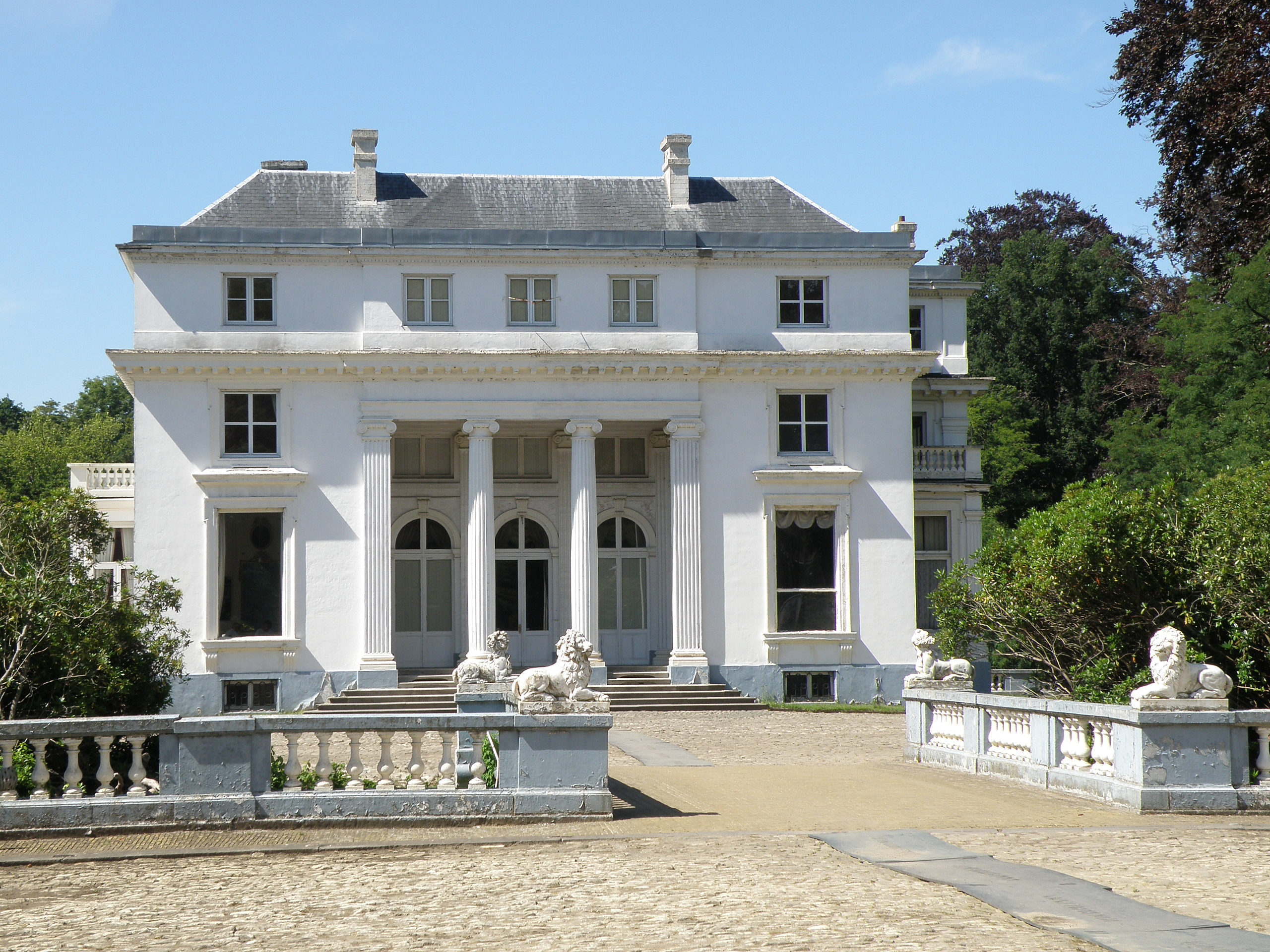
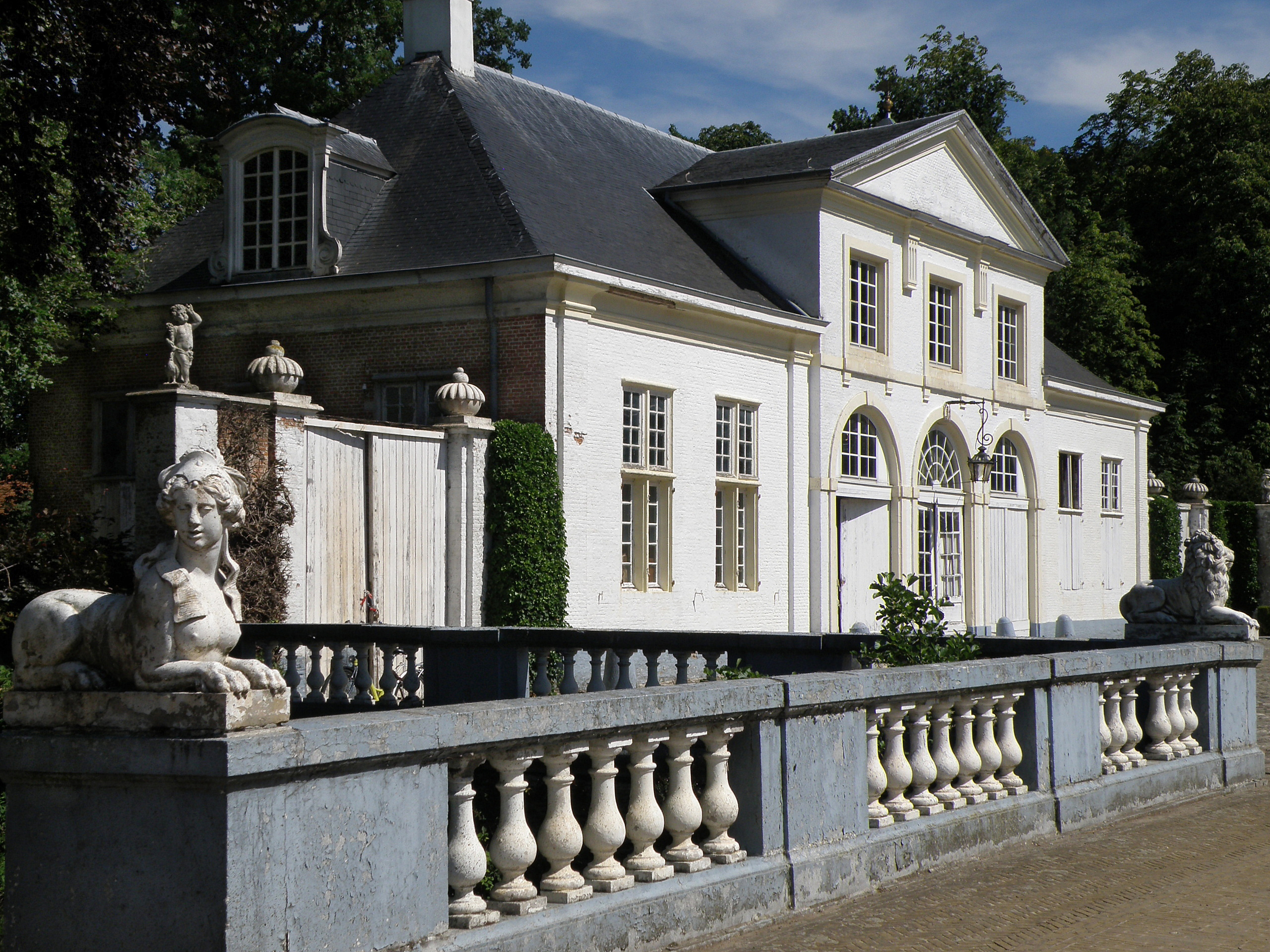